# Turrinae
Turrinae é uma subfamília de gastrópodes pertencente a família Turridae.

## Gêneros
- Austrogemmula (Laseron, 1954)
- Cretaspira (Kuroda & Oyama, 1971)
- Cryptogemma (Dall, 1918)
- Decollidrillia (Habe & Ito, 1965)
- Epidirona (Iredale, 1931)
- Fusiturris (Thiele, 1929)
- Gemmula (Weinkauff, 1875)
- Gemmuloborsonia (Shuto, 1989)
- Iotyrris (Medinskaya & Sysoev, 2001)
- Kuroshioturris (Shuto, 1961)
- Lophiotoma (Casey, 1904)
- Lophioturris (Powell, 1964)
- Lucerapex (Wenz, 1943)
- Pinguigemmula (McNeil, 1961)
- Polystira (Woodring, 1928)
- Ptychosyrinx (Thiele, 1925)
- Riuguhdrillia (Oyama, 1951)
- Sinistrella (Meyer, 1887)
- Turris (Röding, 1798)
- Unedogemmula (MacNeil, 1961)
- Viridoturris (Powell, 1964)
- Xenuroturris (Iredale, 1929)
- Zemacies (Finlay, 1926)